# Luka Žorić
Luka Žorić, né le 5 novembre 1984 à Zadar, dans la république socialiste de Croatie, est un joueur croate de basket-ball, évoluant aux postes d'ailier fort et de pivot.

## Carrière
En 2011, Žoric remporte le championnat et la coupe de Croatie avec le KK Zagreb. Meilleur rebondeur (8,2 rebonds par rencontre) et deuxième meilleur marqueur (19,4 points) de la Ligue adriatique lors de la saison 2010-2011, il est aussi nommé meilleur joueur de cette compétition. À l'été 2011, il rejoint l'Unicaja Málaga, club de première division espagnole.
En février 2013, il est nommé meilleur joueur de la 8e journée du Top 16 de l'Euroligue avec une évaluation de 28 (26 points et 5 rebonds), en même temps que Devin Smith et Roko Ukić. Le mois suivant, il est nommé MVP de la 10e journée du Top 16 avec une évaluation de 33 (21 points à 7 sur 10 au tir et 7 sur 10 au lancer-franc, 12 rebonds, 2 interceptions et 2 contres).
En juillet 2013, Žorić rejoint le Fenerbahçe Ülker, qui évolue en première division turque, pour un contrat de 3 ans. En juin 2014, il remporte le championnat de Turquie.